# Beregszentmiklósi várkastély

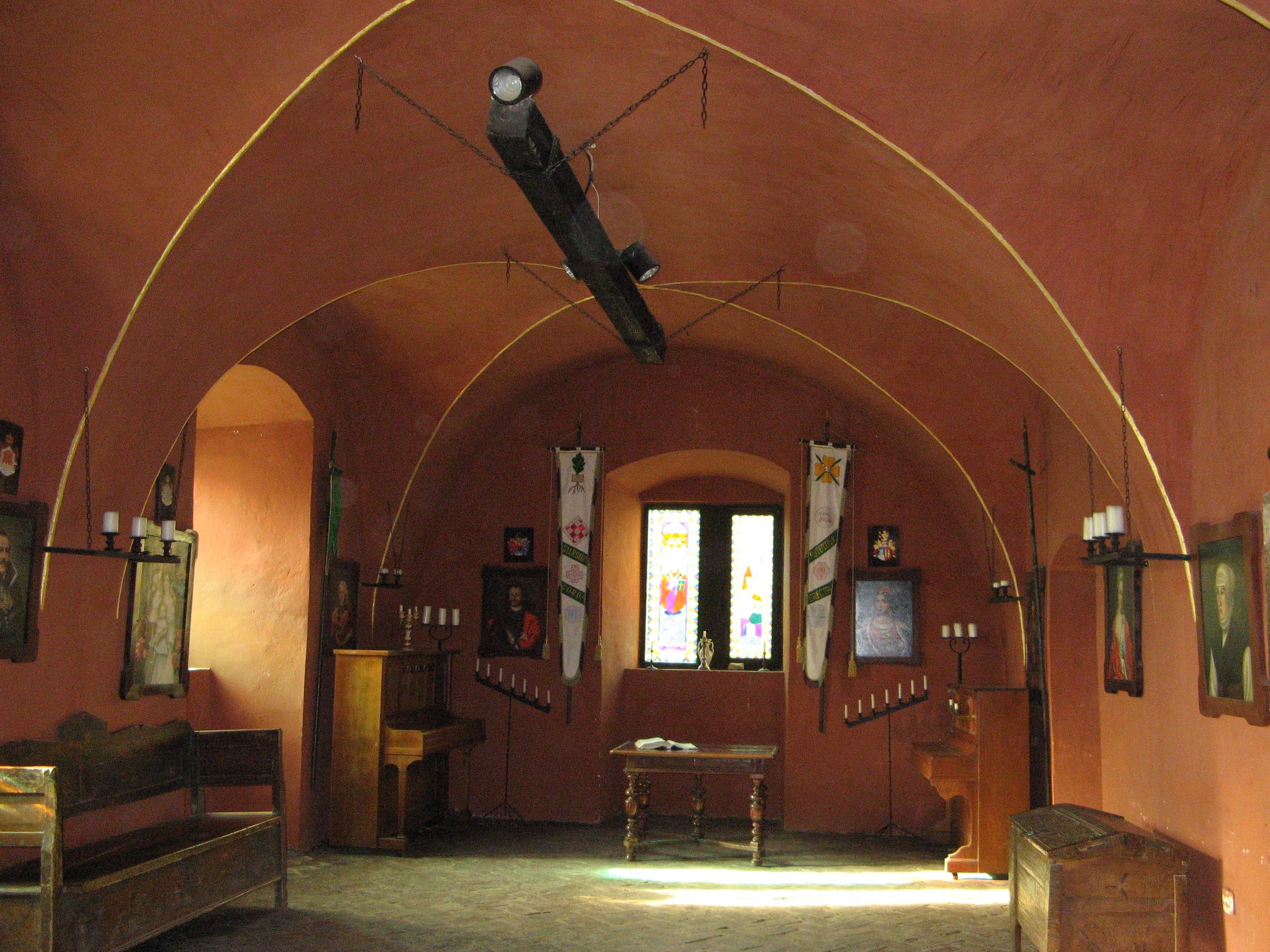
Kiállítási terem a várban

A Latorca völgyében, Munkácstól északkeletre, 10 km-re Szentmiklós községben található a Beregszentmiklósi várkastély, mely egykor jelentős erődítménye volt a Huszt–Szentmiklós–Ungvár védelmi vonalnak. Kelet felől a Latorca képezte természetes védelmét, a többi oldalról földtöltéssel és árokkal volt megerősítve.

## A kastély szerkezete
A várkastély emeletes, U alaprajzú, az északi és a déli sarkain kiálló kerek, illetve sokszögű saroktornyokkal. Lent nagy pincék terülnek el, a földszinti keresztboltozatú rész a saroktornyokon kívül hat szobát és konyhát, valamint egy hajdan palotának nevezett tágas előcsarnokot tartalmaz, míg fent az emeleten hosszú keskeny folyosóból nyíló hat kis szoba és egy nagy terem található. 1734-ben kéményeket építettek a házra. Az eresz alatt körben lőrések vannak, amelyek a várkastély eredeti rendeltetésére utalnak. Falai vastagok, homlokzatai simák, nyílásainak többsége egyszerű. Mindössze a saroktornyok első szintjén lévő ablakok tölcséresek, lőrésszerűek, míg a déli oldalhomlokzat két földszinti ablaka reneszánsz stílusú. Ez utóbbiak kettős ablakok, kőkereteik gazdagon és mívesen faragottak. Felső sarkaikon ornamentális díszítések vannak, felettük tagolt szemöldökpárkányokkal. A kastély délnyugati bejáratát 1734-ben Marksteiner Jakab uradalmi kőműves falazta be, s azt a kastély ellenkező oldalára tette át.
1943-ban a Műemlékek Országos Bizottsága végzett kutatási és restaurálási munkálatokat. Ekkor került elő az északi és a nyugati falon két sgraffito, amelyek közül az egyik háromszögű timpanonban Rákóczi címert mutatott.

## Története
A helység a 13. században Bánk bán veje, Simon kezén volt. A Gertrúd királynén elkövetett merénylet folytán 1214-ben azonban elveszítette azt. A 14. század végétől a Perényiek ősei birtokolták. Zsigmond király 1403-ban kelt oklevelében megengedte Perényi Imrének, hogy Szentmiklóson a maga részére erődített kastélyt építsen. E várkastély 1542-ig a Perényieké, 1578–1585 között újjáépült, birtokosa 1600-ban Telegdi Zsigmond volt, 1612-ben pedig Nyári István kapta meg. III. Ferdinánd király 1649-ben a kastélyt és uradalmát Lónyai Zsigmondra és mindkét nembeli örököseire ruházta. Később az elhunyt Lónyai Zsigmond özvegyét Rákóczi László vette el, s így a munkácsi és a szentmiklósi birtokok előbb rá, később utódaira, a Rákócziakra szálltak.
II. Rákóczi György sikertelen lengyelországi hadjárata nyomán a lengyel hadak a szentmiklósi kastélyt is feldúlták. 1661-ben Rákóczi László neje, Bánffi Erzsébet lakott benne. 1666-ban itt rejtőzött el I. Rákóczi Ferenc a gyászos véget ért Wesselényi-összeesküvés bukása után, ekkor a kastély Homonnai Drugeth György özvegyének, Eszterházy Máriának kezén volt. 1669-ben I. Lipót király beleegyezett, hogy a Rákóczi-család a szentmiklósi uradalmat az Esterházy családtól 65 000 tallérért átvehesse.
Ennek nyomán 1673-ban már Rákóczi Ferenc özvegyének, Báthory Zsófiának birtokaként említik. Báthory Zsófia elhunytával a birtokot Zrínyi Ilona vette át gyermekei javára. II. Rákóczi Ferenc vadászatai során gyakran megfordult szentmiklósi kastélyában. 1711. február 19-én e kastély adta utolsó szállását hazai földön, hol még az éjszakát töltötte. 1711-ben, a szatmári békekötés után Rákóczi birtokát a kincstár kezelte. 1726-ban VI. Károly Szentmiklóst Munkáccsal együtt gróf Schönborn Lotár Ferencnek adta. Ettől kezdve a Schönborn család birtokolta.

## Külső hivatkozások
- Kárpátaljai vár.lap.hu – Linkgyűjtemény